# Parascyllium elongatum
Parascyllium elongatum is een vissensoort uit de familie van de tapijthaaien (Parascylliidae). De wetenschappelijke naam van de soort is voor het eerst geldig gepubliceerd in 2008 door Last & Stevens.